# 망이
망이(亡伊, ?~?)는 고려 때 농민 반란의 지도자이다. 무신의 난 후 사회가 혼란할 때, 같은 공주 명학소의 동생 망소이와 함께 1176년에 굶주린 농민을 모아 난을 일으켜 공주를 함락하였다.
이에 조정에서는 회유책을 써서 명학소를 충순현으로 승격시켰으나, 다시 예산을 공략하였다. 이에 조정에서는 충순현을 명학소로 환원하고 총공격을 하였다. 당시 농번기라 도망가는 농민의 수가 증가하는 등 정세가 불리해지자 망이·망소이 등이 항복함으로써 1년 반 만에 난이 평정되었다.

## 망이가 등장한 작품
- 《무인시대》 KBS, 2003년~2004년, 배우 : 박진성

## 같이 보기
- 망이·망소이의 난

## 참고 자료
- 이 문서에는 다음커뮤니케이션(현 카카오)에서 GFDL 또는 CC-SA 라이선스로 배포한 글로벌 세계대백과사전의 내용을 기초로 작성된 글이 포함되어 있습니다.